# تپه برفی
تپه برفی در شهرستان سنقر، بخش کلیائی، روستای چشمه سفید واقع شده و این اثر در تاریخ ۱۲ تیر ۱۳۸۴ با شمارهٔ ثبت ۱۲۰۲۷ به‌عنوان یکی از آثار ملی ایران به ثبت رسیده است.